# Seznam utkání BK Mladé Boleslavi v hokejové lize mistrů

## Utkání BK Mladé Boleslavi v hokejové lize mistrů
| Utkání | Datum utkání | Sezona    | Soutěž    | Domácí            | Výsledek | Hosté             | Třetiny           | Branky za Boleslav                                      |
| ------ | ------------ | --------- | --------- | ----------------- | -------- | ----------------- | ----------------- | ------------------------------------------------------- |
| 01.    | 16.8.2016    | 2016/2017 | Skupina L | Grenoble          | 4 : 3    | BK Mladá Boleslav | (1:1,2:1,1:1)     | 2× Jakub Orsava, Marek Trončinský                       |
| 02.    | 18.8.2016    | 2016/2017 | Skupina L | Espoo Blues       | 7 : 3    | BK Mladá Boleslav | (3:3,2:0,2:0)     | Dominik Pacovský,Tomáš Urban, Martin Látal              |
| 03.    | 21.8.2016    | 2016/2017 | Skupina L | BK Mladá Boleslav | 3 : 2 SN | Grenoble          | (1:2,0:0,1:0-0:0) | Tomáš Pospíšil, Jakub Orsava, Radan Lenc rozhodující SN |
| 04.    | 6.9.2016     | 2016/2017 | Skupina L | BK Mladá Boleslav | 3 : 2    | Espoo Blues       | (1:0,2:2,0:0)     | Tomáš Urban, Tomáš Pospíšil, Radan Lenc                 |

## Celková bilance
| BK Mladá Boleslav        | Doma / venku                     | Celkem |
| ------------------------ | -------------------------------- | ------ |
| Vítěz BK Mladá Boleslav  | 2× vítěz doma - 0× vítěz venku   | 2×     |
| Prohra BK Mladá Boleslav | 0× prohra doma - 2× prohra venku | 2×     |
| Remíza                   | 0×                               |        |
| Počet zápasů             | 4×                               |        |